# Coppa Italia Lega Nazionale Pallacanestro 2022
La Coppa Italia Lega Nazionale Pallacanestro 2022, denominata Coppa Italia Old Wild West 2022 per ragioni di sponsorizzazione, è stata una competizione di pallacanestro maschile per squadre di Serie A2 e Serie B.
I palazzetti utilizzati per la manifestazione, che si è svolta tra il 11 e il 13 marzo 2022, sono stati il PalaMaggetti di Roseto degli Abruzzi e il PalaLeombroni di Chieti.
La competizione è stata vinta dalla Amici Pallacanestro Udinese per la Serie A2 e dalla Pallacanestro Roseto per la Serie B. Per la APU Udinese si tratta della prima Coppa Italia vinta, mentre per Roseto è la seconda Coppa vinta dal 1998, anno della prima edizione. 

## Formula
- Serie A2: partecipano alla Final Eight otto squadre, ovvero le prime quattro squadre classificate dei due gironi, al termine del girone d'andata dei due gironi di Serie A2.
- Serie B: si qualificano alla Final Eight otto squadre, ovvero le prime due squadre classificate al termine del girone andata e ritorno dei quattro gironi di Serie B.

## Squadre

### Serie A2
Girone Verde
1. Amici Pall. Udinese
2. Pall. Cantù
3. Pistoia Basket
4. Monferrato Basket

Girone Rosso
1. Scafati Basket
2. Basket Ravenna
3. Scaligera Verona
4. San Giobbe Chiusi

### Serie B
Girone A
1. Pall. Vigevano
2. Etrusca S. Miniato

Girone B
1. UEB Cividale
2. JuVi Cremona

Girone C
1. Pall. Roseto
2. N.P.C. Rieti

Girone D
1. Fortitudo Agrigento
2. Lions Bisceglie

## Risultati

### Serie A2

#### Final Eight
|  | Quarti di finale | Quarti di finale    | Quarti di finale |                     |                | Semifinali          | Semifinali | Semifinali |  |  | Finale | Finale      | Finale |
|  |                  |                     |                  |                     |                |                     |            |            |  |  |        |             |        |
|  | 1R               | Scafati Basket      | 87               |                     |                |                     |            |            |  |  |        |             |        |
|  | 4V               | Monferrato Basket   | 72               |                     |                |                     |            |            |  |  |        |             |        |
|  | 4V               | Monferrato Basket   | 72               |                     | 1R             | Scafati Basket      | 76         |            |  |  |        |             |        |
|  |                  |                     |                  |                     | 1R             | Scafati Basket      | 76         |            |  |  |        |             |        |
|  |                  | 2V                  | Pall. Cantù      | 82                  |                |                     |            |            |  |  |        |             |        |
|  | 2V               | 2V                  | Pall. Cantù      | 82                  | Pall. Cantù    | 80                  |            |            |  |  |        |             |        |
|  | 2V               |                     |                  |                     | Pall. Cantù    | 80                  |            |            |  |  |        |             |        |
|  | 3R               | Scaligera Verona    | 79               |                     |                |                     |            |            |  |  |        |             |        |
|  |                  |                     |                  |                     |                |                     |            |            |  |  | 2V     | Pall. Cantù | 55     |
|  |                  |                     | 1V               | Amici Pall. Udinese | 74             |                     |            |            |  |  |        |             |        |
|  | 1V               | Amici Pall. Udinese | 75               |                     |                |                     |            |            |  |  |        |             |        |
|  | 4R               | San Giobbe Chiusi   | 63               |                     |                |                     |            |            |  |  |        |             |        |
|  | 4R               | San Giobbe Chiusi   | 63               |                     | 1V             | Amici Pall. Udinese | 88         |            |  |  |        |             |        |
|  |                  |                     |                  |                     | 1V             | Amici Pall. Udinese | 88         |            |  |  |        |             |        |
|  |                  | 2R                  | Basket Ravenna   | 69                  |                |                     |            |            |  |  |        |             |        |
|  | 2R               | 2R                  | Basket Ravenna   | 69                  | Basket Ravenna | 93                  |            |            |  |  |        |             |        |
|  | 2R               |                     |                  |                     | Basket Ravenna | 93                  |            |            |  |  |        |             |        |
|  | 3V               | Pistoia Basket      | 82               |                     |                |                     |            |            |  |  |        |             |        |

#### Finale
| Arbitri: | Gagliardi (Anagni) Valleriani (Ferentino) Bartolomeo (Lecce) |

|                                           |            |                                             |
| Lacey 25 Mussini 9 Cappelletti, Ebeling 8 | Punti      | 12 Bryant 10 Da Ros 9 Bucarelli, Stefanelli |
| Cappelletti 6                             | Assist     | 1 Allen, Bryant, Bucarelli, Cusin, Nikolić  |
| Cappelletti 8                             | Rimbalzi   | 4 Bryant, Da Ros                            |
| Matteo Boniciolli                         | Allenatori | Marco Sodini                                |

| Quintetto titolare | Quintetto titolare | Quintetto titolare     | Pt   | Rim  | Ass  |
| ------------------ | ------------------ | ---------------------- | ---- | ---- | ---- |
| P                  | 0                  | Alessandro Cappelletti | 8    | 8    | 6    |
| G                  | 55                 | Trevor Lacey           | 25   | 3    | 1    |
| AP                 | 70                 | Michele Ebeling        | 8    | 0    | 1    |
| AP                 | 9                  | Michele Antonutti      | 7    | 4    | 2    |
| C                  | 1                  | Brandon Walters        | 4    | 4    | 0    |
| Panchina:          |                    |                        |      |      |      |
| P                  | 4                  | Federico Mussini       | 9    | 1    | 0    |
| C                  | 8                  | Marco Pieri            | n.e. | n.e. | n.e. |
| AP                 | 20                 | Ethan Esposito         | 7    | 3    | 1    |
| PG                 | 21                 | Marco Giuri            | 0    | 2    | 0    |
| C                  | 29                 | Francesco Pellegrino   | 6    | 5    | 0    |
| A                  | 31                 | Nazzareno Italiano     | 0    | 1    | 2    |
| G                  | 33                 | Riccardo Azzano        | n.e. | n.e. | n.e. |
| Allenatore:        |                    |                        |      |      |      |
| Matteo Boniciolli  |                    |                        |      |      |      |

| APU Old Wild West Udine |  | S.Bernardo Cantù |

| Udine         | Statistics         | Cantù         |
| ------------- | ------------------ | ------------- |
|               | Statistics         |               |
| 16/26 (62.0%) | Tiro da 2          | 12/30 (40.5%) |
| 12/27 (44.7%) | Tiro da 3          | 6/21 (29.2%)  |
| 6/9 (67.5%)   | Tiri liberi        | 13/16 (81.5%) |
| 8             | Rimbalzi offensivi | 3             |
| 30            | Rimbalzi difensivi | 18            |
| 38            | Rimbalzi totali    | 21            |
| 13            | Assist             | 5             |
| 20            | Palle perse        | 16            |
| 7             | Palle rubate       | 9             |
| 1             | Stoppate           | 0             |
| 22            | Falli              | 18            |

| Quintetto titolare | Quintetto titolare | Quintetto titolare   | Pt   | Rim  | Ass  |
| ------------------ | ------------------ | -------------------- | ---- | ---- | ---- |
| P                  | 2                  | Zack Bryant          | 12   | 4    | 1    |
| PG                 | 25                 | Trevon Allen         | 8    | 3    | 1    |
| AP                 | 28                 | Giovanni Severini    | 2    | 1    | 0    |
| AG                 | 20                 | Matteo Da Ros        | 10   | 4    | 0    |
| C                  | 23                 | Jordan Bayehe        | 3    | 2    | 0    |
| Panchina:          |                    |                      |      |      |      |
| G                  | 1                  | Francesco Stefanelli | 9    | 0    | 0    |
| AG                 | 11                 | Stefan Nikolić       | 2    | 1    | 1    |
| C                  | 15                 | Ilia Boev            | n.e. | n.e. | n.e. |
| AP                 | 21                 | Lorenzo Bucarelli    | 9    | 1    | 1    |
| C                  | 22                 | Marco Cusin          | 0    | 3    | 1    |
| Allenatore:        |                    |                      |      |      |      |
| Marco Sodini       |                    |                      |      |      |      |

### Serie B

#### Final Eight
|  | Quarti di finale | Quarti di finale    | Quarti di finale |              |              | Semifinali          | Semifinali | Semifinali |  |  | Finale | Finale       | Finale |
|  |                  |                     |                  |              |              |                     |            |            |  |  |        |              |        |
|  | 1A               | Pall. Vigevano      | 58               |              |              |                     |            |            |  |  |        |              |        |
|  | 2B               | JuVi Cremona        | 63               |              |              |                     |            |            |  |  |        |              |        |
|  | 2B               | JuVi Cremona        | 63               |              | 2B           | JuVi Cremona        | 58         |            |  |  |        |              |        |
|  |                  |                     |                  |              | 2B           | JuVi Cremona        | 58         |            |  |  |        |              |        |
|  |                  | 1B                  | UEB Cividale     | 71           |              |                     |            |            |  |  |        |              |        |
|  | 1B               | 1B                  | UEB Cividale     | 71           | UEB Cividale | 84                  |            |            |  |  |        |              |        |
|  | 1B               |                     |                  |              | UEB Cividale | 84                  |            |            |  |  |        |              |        |
|  | 2A               | Etrusca S. Miniato  | 66               |              |              |                     |            |            |  |  |        |              |        |
|  |                  |                     |                  |              |              |                     |            |            |  |  | 1B     | UEB Cividale | 65     |
|  |                  |                     | 1C               | Pall. Roseto | 69           |                     |            |            |  |  |        |              |        |
|  | 1D               | Fortitudo Agrigento | 72               |              |              |                     |            |            |  |  |        |              |        |
|  | 2C               | N.P.C. Rieti        | 60               |              |              |                     |            |            |  |  |        |              |        |
|  | 2C               | N.P.C. Rieti        | 60               |              | 1D           | Fortitudo Agrigento | 68         |            |  |  |        |              |        |
|  |                  |                     |                  |              | 1D           | Fortitudo Agrigento | 68         |            |  |  |        |              |        |
|  |                  | 1C                  | Pall. Roseto     | 84           |              |                     |            |            |  |  |        |              |        |
|  | 1C               | 1C                  | Pall. Roseto     | 84           | Pall. Roseto | 78                  |            |            |  |  |        |              |        |
|  | 1C               |                     |                  |              | Pall. Roseto | 78                  |            |            |  |  |        |              |        |
|  | 2D               | Lions Bisceglie     | 60               |              |              |                     |            |            |  |  |        |              |        |

#### Finale
| Arbitri: | Marzo (Lecce) Paglialunga (Fabriano) |

|                                      |            |                                    |
| Rota, Battistini 12 Chiera Laudoni 9 | Punti      | 17 Di Emidio 15 Amoroso 11 Nikolić |
| Rota 4                               | Assist     | 5 Pastore                          |
| Battistini 9                         | Rimbalzi   | 9 Serafini                         |
| Stefano Pillastrini                  | Allenatori | Danilo Quaglia                     |

| Quintetto titolare  | Quintetto titolare | Quintetto titolare  | Pt   | Rim  | Ass  |
| ------------------- | ------------------ | ------------------- | ---- | ---- | ---- |
| P                   | 9                  | Eugenio Rota        | 12   | 5    | 4    |
| G                   | 6                  | Adrián Chiera       | 11   | 4    | 1    |
| AP                  | 8                  | Stefano Laudoni     | 9    | 3    | 0    |
| AP                  | 12                 | Leonardo Battistini | 12   | 9    | 1    |
| C                   | 4                  | Gabriele Miani      | 6    | 6    | 1    |
| Panchina:           |                    |                     |      |      |      |
| P                   | 2                  | Shaka Balladino     | n.e. | n.e. | n.e. |
| G                   | 7                  | Alessandro Cassese  | 5    | 0    | 1    |
| AP                  | 14                 | Matteo Frassineti   | n.e. | n.e. | n.e. |
| C                   | 18                 | Alessandro Paesano  | 8    | 3    | 1    |
| P                   | 33                 | Enrico Micalich     | 0    | 0    | 0    |
| C                   | 34                 | Daniel Ohenhen      | 2    | 1    | 0    |
| Allenatore:         |                    |                     |      |      |      |
| Stefano Pillastrini |                    |                     |      |      |      |

| Gesteco Cividale |  | Liofilchem Roseto |

| Cividale      | Statistics         | Roseto        |
| ------------- | ------------------ | ------------- |
|               | Statistics         |               |
| 11/26 (42.0%) | Tiro da 2          | 16/30 (53.5%) |
| 9/34 (26.7%)  | Tiro da 3          | 6/23 (26.2%)  |
| 16/17 (94.5%) | Tiri liberi        | 19/25 (76.5%) |
| 7             | Rimbalzi offensivi | 9             |
| 24            | Rimbalzi difensivi | 34            |
| 31            | Rimbalzi totali    | 43            |
| 9             | Assist             | 14            |
| 7             | Palle perse        | 14            |
| 7             | Palle rubate       | 4             |
| 0             | Stoppate           | 1             |
| 26            | Falli              | 21            |

| Vincitrice Coppa Italia LNP 2022 |
| -------------------------------- |
| Pallacanestro Roseto 2º titolo   |

| Quintetto titolare | Quintetto titolare | Quintetto titolare  | Pt   | Rim  | Ass  |
| ------------------ | ------------------ | ------------------- | ---- | ---- | ---- |
| P                  | 13                 | Edoardo Di Emidio   | 17   | 5    | 3    |
| G                  | 21                 | Andrea Pastore      | 10   | 4    | 5    |
| AP                 | 46                 | Aleksa Nikolić      | 11   | 1    | 3    |
| AG                 | 77                 | Alberto Serafini    | 7    | 9    | 1    |
| C                  | 33                 | Valerio Amoroso     | 15   | 8    | 2    |
| Panchina:          |                    |                     |      |      |      |
| G                  | 3                  | Niccolò Gaeta       | n.e. | n.e. | n.e. |
| P                  | 6                  | Alfonso Zampogna    | 0    | 3    | 1    |
| C                  | 17                 | Riccardo Bassi      | 4    | 3    | 0    |
| G                  | 20                 | Antonio Ruggiero    | n.e. | n.e. | n.e. |
| AP                 | 35                 | Nikola Mraovic      | 0    | 1    | 1    |
| AG                 | 55                 | Gianluca Di Carmine | 5    | 3    | 0    |
| Allenatore:        |                    |                     |      |      |      |
| Danilo Quaglia     |                    |                     |      |      |      |

## Premi individuali
Serie A2
| Premio          | Giocatore          | Squadra             | Fonte |
| --------------- | ------------------ | ------------------- | ----- |
| MVP             | Trevor Lacey       | Amici Pall. Udinese | [ 1 ] |
| Miglior Under21 | Nicola Giovannelli | Basket Ravenna      | [ 2 ] |

Serie B
| Premio          | Giocatore         | Squadra      | Fonte |
| --------------- | ----------------- | ------------ | ----- |
| MVP             | Edoardo Di Emidio | Pall. Roseto | [ 3 ] |
| Miglior Under21 | Gabriele Miani    | UEB Cividale | [ 4 ] |